# Grzbiet Galapagos
Grzbiet Galapagos (ang. Galapagos Rise, Carnegie Ridge) – grzbiet podmorski położony we wschodniej części Oceanu Spokojnego, w obrębie płyty Nazca, ciągnący się od węzła potrójnego, gdzie stykają się płyta Nazca, płyta kokosowa i płyta pacyficzna do wybrzeży Ameryki Południowej.

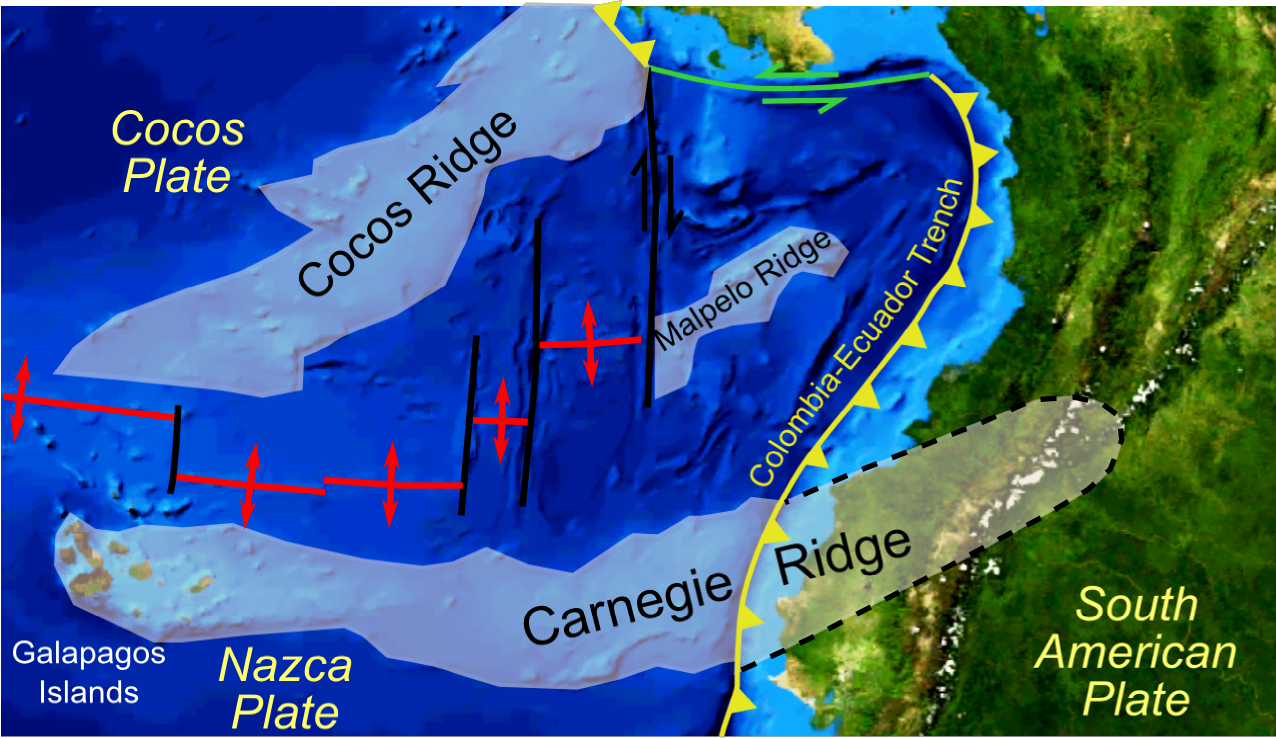
Zarys dwóch asejsmicznych grzbietów podmorskich na północny zachód od kontynentu Ameryki Południowej

Grzbiet Galapagos jest zbudowany ze skał wulkanicznych i charakteryzuje się aktywnością wulkaniczną, związaną z istnieniem plamy gorąca Galapagos. Nie jest grzbietem śródoceanicznym związanym ze strefą spreadingu - rozrostu dna oceanicznego.
Archipelag Galapagos, leżący w zachodniej części grzbietu, jest w całości zbudowany ze skał wulkanicznych. Ostatnia erupcja wulkanu Fernandina na wyspie Fernandina (ang. Narborough) miała miejsce 12 maja 2005. Wulkan wyrzucił chmurę pyłów na wysokość 7 km i pokrył sąsiednią wyspę Isabela. Ostatnia erupcja wulkanu Alcedo na Isabeli miała miejsce w latach 50. XX wieku.